# World Wide Port Name
World Wide Port Name（ワールドワイドポートネーム、略称：WWPNまたはWWpN）は、コンピュータの分野で、ファイバーチャネル スイッチドファブリックの1つのポートに割り当てられた World Wide Name である。ポートWWNとも呼ばれる。
ストレージエリアネットワークで使用され、イーサネットプロトコルにおけるMACアドレスに相当し、ネットワークでのポートのユニークな識別子として使用されている。